# Kasteel Nieuwermolen

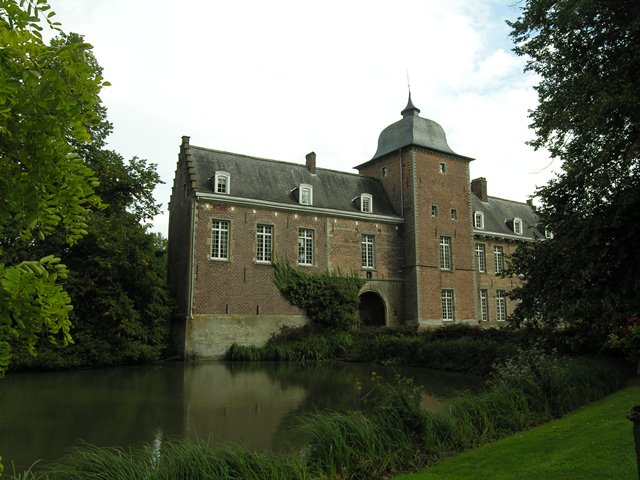
Kasteel Nieuwermolen

Het Kasteel Nieuwermolen is een kasteel in de tot de Vlaams-Brabantse gemeente Dilbeek behorende plaats Sint-Ulriks-Kapelle, gelegen aan de Bruggeveldstraat 28-32.

## Geschiedenis
Al in de 15e eeuw was er sprake van een kasteel en van een watermolen, de Nieuwermolen, die eigendom was van de heren van Capelle. Kasteel en watermolen werden verwoest tijdens de godsdiensttwisten in de jaren '80 van de 16e eeuw. In 1587 werd het goed gekocht door Lodewijk Verreycken. Deze liet de watermolen hetstellen in 1588 en het kasteel omstreeks 1600.
In 1695 werd het kasteel verwoest door de troepen van Lodewijk XIV. Daarna werd het herbouwd en het bleef tot 1754 in bezit van de familie Verreycken. Toen werd het gekocht door Joseph-Adrien Anne en deze liet het kasteel nogmaals wijzigen naar de toen heersende mode. In 1794 werd het kasteel echter geplunderd.
In de 19e eeuw kende het kasteel een reeks nieuwe, voorname, eigenaren. Tijdens de Eerste Wereldoorlog vonden vluchtelingen uit West-Vlaanderen er onderdak. Ook werd het beschadigd door het ontploffen van een zeppelin en raakte aldus in een vervallen toestand. Van 1928-1933 liet de toenmalige eigenaar, Marc de Ghellinck, het kasteel restaureren. De Vlaamse renaissancestijl, met baksteen en zandsteen, werd weer zichtbaar gemaakt en ook het interieur werd opgewaardeerd.
Op 1 mei 1944 stortte op het domein nog een Amerikaanse bommenwerper neer en in 2001 werden de resten hiervan opgegraven.

## Gebouw
Het betreft een omgracht kasteel op L-vormige plattegrond in de 17e-eeuwse stijl van baksteen en zandsteen. De westvleugel heeft een centrale toren die geflankeerd wordt door een koetshuis en een woonvleugel. Op deze woonvleugel staat haaks nog een woonvleugel en in het verlengde daarvan een lagere dienstenvleugel. De centrale toren zou een 15e-eeuwse kern hebben. De bovenste verdieping werd omstreeks 1600 aangebracht. Links van de toren is een poortdoorgang en een koetshuis.
Het interieur werd naar Vlaamse renaissancestijl gerestaureerd omstreeks 1930. Wel is er nog een kapel met 18e-eews altaar in rococostijl en een salon in Lodewijk XVI-stijl. Er zijn nog twee laatgotische schouwen in het gebouw aan te treffen.